# 中国狗牙花
中国狗牙花（学名：Ervatamia chinensis）为夹竹桃科狗牙花属下的一个种。